# Grand Loop Road
Grand Loop Road, eller snarere Grand Loop Road Historic District er et område, der omfatter det centrale vejsystem i Yellowstone National Park i det nordvestlige USA. Selv om nationalparken ligger i staterne Idaho, Montana og Wyoming, ligger hele Grand Loop Road i den sidstnævnte stat.
Grand Loop Road, der er navnet på selve vejen, er ca. 230 km lang og blev planlagt i begyndelsen af parkens eksistens, mens denne stadig var under administration af militæret. Ansvarlig for planlægningen var en kaptajn Hiram M. Crittenden fra ingeniørkorpset. Vejen fik sit nuværende navn i 1923. I 2003 blev vejen optaget i National Register of Historic Places. 
Vejen fører rundt tilde vigtigste attraktioner i parken, blandet andre Upper, Lower og Midway Geyser Basin, Mammoth Hot Springs, Grand Canyon of the Yellowstone, Hayden Valley og Lake Yellowstone.
Vejen omfatter unummererede strækninger af U.S. Highway 20, U.S. Highway 89, U.S. Highway 191 og U.S. Highway 287, der alle går gennem nationalparken.

## Eksterne referencer
- Historien om konstruktionen af vejsystemet i Yellowstone National Park fra National Park Seives hjemmeside